# Твенте (футбольный клуб)
«Твенте» (нидерл. Football Club Twente), также известный как FC Twente ’65 и FC Twente Enschede — нидерландский футбольный клуб из города Энсхеде. Основан 1 июля 1965 года благодаря объединению клубов «Энсхеде» и «Энсхедезе Бойз». Домашние матчи команда проводит на стадионе «Гролс Весте», его вместимость составляет более 30 тысяч зрителей.
В сезоне 2024/25 клуб занял 6-е место в Эредивизи — Высшем дивизионе Нидерландов. Наивысшим достижением клуба в чемпионате является 1-е место в сезоне 2009/10. «Твенте» трижды выигрывал Кубок Нидерландов и дважды — Суперкубок.
Главный тренер команды — Йозеф Остинг.

## История
«Твенте» был образован в 1965 году после слияния двух футбольных клубов — «Энсхеде» и «Энсхедезе Бойз». Клуб «Энсхеде» единожды выигрывал чемпионат в сезоне 1925/26.
Первые успехи клуба начались сразу же после объединения двух клубов, главным тренером нового клуба стал австриец Фридрих Доненфельд, которого спустя год сменил Кес Рейверс, с которым связывают начало удачного времени для клуба. «Твенте» в чемпионате занял 3-е место в 1969 году, 4-е в 1970 году, 5-е в 1971 году, 3-е в 1972 году и вновь 3-е место в 1973 году. Основными игроками клуба на тот момент были такие футболисты, как Эпи Дрост, Эдди Ахтерберг, Кик ван дер Валл и Тео Пахлплатз.
Сезон 1973/74 стал для «Твенте» сезоном, когда их клуб боролся за звание чемпионов с клубом «Фейеноорд», но в итоге «Твенте» занял второе место в чемпионате, дающее право выступать в Кубке УЕФА. В еврокубковом сезоне 1974/75 «Твенте» стартовал в первом раунде турнира, в котором «Твенте» встретился с английским «Ипсвич Тауном», оба матча закончились вничью 2:2 и 1:1, но благодаря тому, что футболисты «Твенте» забили два мяча в Англии, это дало им пройти в следующий раунд. «Твенте» смог дойти до финала Кубка УЕФА, по пути обыграв в полуфинале итальянский «Ювентус» 3:1 и 1:0. В финальном двухматчевом противостоянии за Кубок УЕФА «Твенте» встретился с немецкой «Боруссией» из Мёнхенгладбаха. В Германии клубы сыграли вничью 0:0, а в Нидерландах «Твенте» проиграл с разгромным счётом 5:1, единственный мяч за «Твенте» забил Эпи Дрост на 76 минуте. В 1977 году «Твенте» выиграл Кубок Нидерландов, это стал первый трофей клуба после слияния двух клубов в 1965 году.
После проигрыша Кубка УЕФА «Твенте» сезон за сезоном стал выступать всё хуже в чемпионате. В 1982 году клуб покинул высший дивизион Нидерландов и отправился в первый дивизион. Год спустя «Твенте» вернулся в элиту нидерландского футбола, но вскоре клуб стал известен благодаря тому, что команда постоянно играла вничью 1:1 и 0:0, таким образом «Твенте» стали называть самой скучной командой в чемпионате, но несмотря на это клуб смог квалифицироваться в еврокубки пять раз подряд, начиная с 1985 года.
В начале 90-х годов клуб ожидала настоящая перестройка. В 1996 году на пост главного тренера пришёл немец Ганс Майер. Под руководством нового тренера «Твенте» смог занять третье место в чемпионате Нидерландов сезона 1996/97 и дойти до третьего раунда Кубка УЕФА сезона 1997/98.

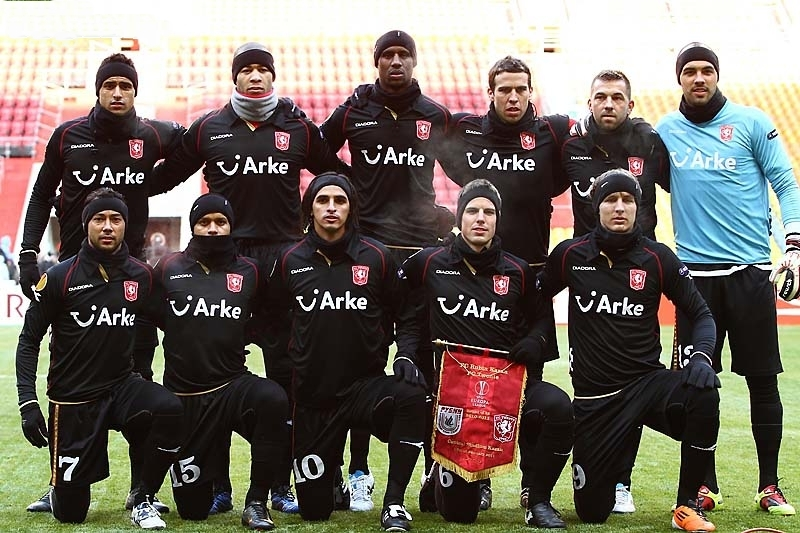
«Твенте» перед игрой против казанского «Рубина»

24 мая 2001 года «Твенте» стал обладателем Кубка Нидерландов спустя 24 года после первого выигрыша «Твенте» Кубка страны в 1977 году. В финальном матче за кубок «Твенте» в серии пенальти обыграл ПСВ со счётом 3:1. В чемпионате Нидерландов «Твенте» продолжал не слишком хорошо выступать, в сезонах 2000/01 и 2001/02 клуб занял 11 и 12 место. В сезоне 2002/03 «Твенте» мог закончить своё существование, так как главная компания-владелец объявила себя банкротом. Но клуб смог справиться с финансовыми проблемами и даже дойти до финала Кубка Нидерландов. Сезон 2006/07 стал для «Твенте» фантастическим, клуб ещё недавно державшийся на волоске от банкротства занял четвёртое место в чемпионате. В сезоне 2007/08 «Твенте» вновь занял четвёртое место, но на этот раз клуб смог пройти отборочные игры за путёвку в Лигу чемпионов, обыграв в финале амстердамский «Аякс».
В Лиге чемпионов сезона 2008/09 «Твенте» стартовал в третьем квалификационным раунде против английского «Арсенала». «Твенте» не смог противостоять английскому клубу, проиграв в двух матчах 2:0 и 4:0. Вылетев из Лиги чемпионов «Твенте», отправился в Кубок УЕФА 2008/09.
2 мая 2010 года в последнем туре выиграв на выезде у НАК’а, впервые в своей истории «Твенте» стал чемпионом Нидерландов, обогнав на 1 очко амстердамский «Аякс».
Следующий сезон «Твенте» начал с первой своей победы в Суперкубке над тем же «Аяксом», стабильно шёл в лидерах чемпионата, выиграл 8 мая 2011 года финал кубка страны у «Аякса» 3:2, но через неделю проиграл тому на выезде 1:3 последний матч сезона, уступив новым чемпионам 2 очка.
В декабре 2015 года «Твенте» на три года был лишён права участия в еврокубках с возможностью отзыва профессиональной лицензии в связи с финансовыми махинациями по трансферам футболистов. В мае 2016 года решением Королевского футбольного союза страны «Твенте» был отправлен в первый дивизион из-за нарушения финансового регламента. Клуб обжаловал это решение, и 19 июля 2016 года апелляционный комитет разрешил «Твенте» остаться в Эредивизи.
Продолжая испытывать финансовые трудности, «Твенте» вылетел из Эредивизи в сезоне 2017/18 — спустя 8 лет после первого своего чемпионства. Но через год вернулся, выиграв Первый дивизион.

## Стадион

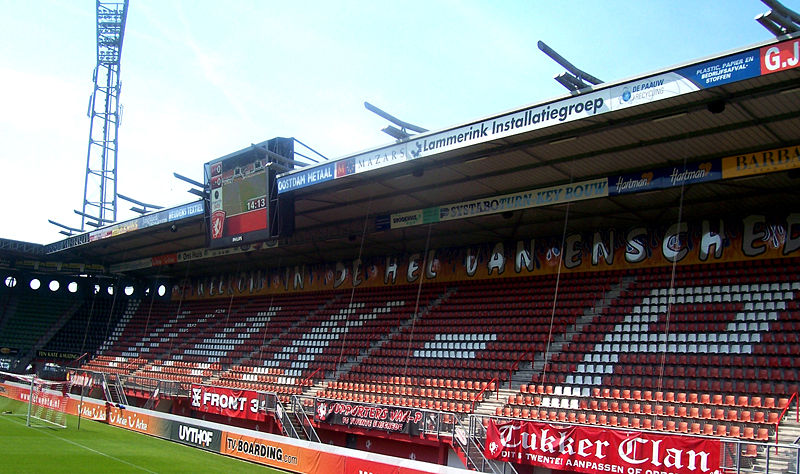
Трибуна стадиона «Гролс Весте»

«Твенте» домашние матчи проводит на стадионе «Гролс Весте», который ранее назывался «Арке». «Гролс Весте» вмещает 24 тыс. зрителей, стадион находится в Энсхеде рядом с университетом Твенте.
«Гролс Весте» заменил старый стадион «Дикман» в 1998 году. Планы о расширении и модернизации старого стадиона «Дикман» были отвергнуты и стадион был снесён. Стоимость строительства нового стадиона на месте старого, оценивалась примерно в 33 млн. гульденов и заняло на строительство четырнадцать месяцев, первый символический камень был заложен 31 января 1997 года.
Первый матч на новом стадионе прошёл 10 мая 1998 года в рамках чемпионат Нидерландов против ПСВ, матч завершился исторической победой «Твенте» со счётом 3:0.
Известная песня You’ll Never Walk Alone в записи музыкантов Gerry & The Pacemakers проигрывается на стадионе перед каждым матчем.
В 2006 году появились планы о расширении стадиона до вместимости 24 353 мест. Это расширение было готово в сентябре 2008 года, и первоначальная цифра 24 353 места была уменьшена до 24 244 мест. «Твенте» также планирует реконструкцию «Гролс Весте» для того чтобы увеличить вместимость стадиона до 40 тыс. в 2011 году.

## Болельщики

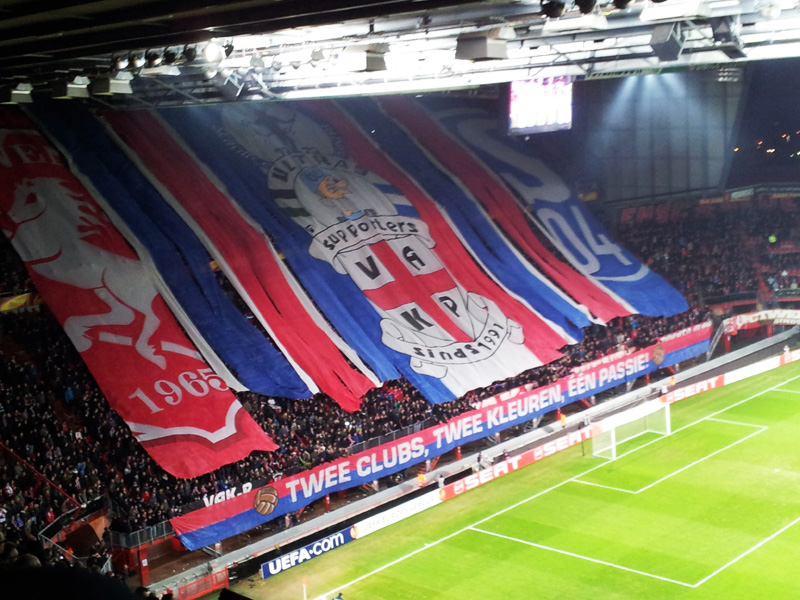
Баннер на домашнем матче «Твенте» против «Шальке 04» в 2012 году

У клуба «Твенте» есть четыре главных дерби: первое дерби, это матчи с клубом «Гоу Эхед Иглз». Это противостояние называется Дерби Востока (Derby van het Oosten), которое носит региональный характер. Второе дерби с клубом «Гронинген». Третье дерби с клубом «Утрехт». И четвёртое дерби которое также носит региональный характер с клубом «Хераклес» — это противостояние носит название Твентийское дерби (Twentse derby). Также у «Твенте» существует ещё одно региональное противостояние с клубом «ПЕК Зволле», которое называется Оверэйсселское дерби (Overijsselse derby).
С 1990-х годов существует дружба болельщиков «Твенте» с болельщиками немецкого клуба «Шальке 04».

## Основной состав

### Команда
| №  |                  | Поз. | Имя                     | Год рождения |
| -- | ---------------- | ---- | ----------------------- | ------------ |
| 1  | Флаг Германии    | Вр   | Ларс Уннершталль        | 1990         |
| 2  | Флаг Индонезии   | Защ  | Мес Хилгерс             | 2001         |
| 3  | Флаг Нидерландов | Защ  | Робин Прёппер (капитан) | 1993         |
| 4  | Флаг Норвегии    | ПЗ   | Матиас Хьёлё            | 2001         |
| 5  | Флаг Нидерландов | Защ  | Бас Кёйперс             | 1994         |
| 6  | Флаг Алжира      | ПЗ   | Рамиз Зерруки           | 1998         |
| 8  | Флаг США         | ПЗ   | Тейлор Бут              | 2001         |
| 9  | Флаг Нидерландов | Нап  | Рикки ван Волфсвинкел   | 1989         |
| 10 | Флаг Нидерландов | Нап  | Сам Ламмерс             | 1997         |
| 11 | Флаг Нидерландов | Нап  | Дан Ротс                | 2001         |
| 12 | Флаг Португалии  | Защ  | Гильерме Пейшоту        | 2006         |
| 14 | Флаг Исландии    | ПЗ   | Кристиан Хлинссон       | 2004         |
| 16 | Флаг Марокко     | Вр   | Иссам Эль-Маш           | 2000         |
| 17 | Флаг Бельгии     | Защ  | Алек Ван Хоренбек       | 1998         |

| №  |                  | Поз. | Имя                         | Год рождения |
| -- | ---------------- | ---- | --------------------------- | ------------ |
| 20 | Флаг Нидерландов | ПЗ   | Томас ван ден Белт          | 2001         |
| 21 | Флаг Нидерландов | Вр   | Сам Карссис                 | 2003         |
| 22 | Флаг Польши      | Вр   | Пшемыслав Тытонь            | 1987         |
| 23 | Флаг Израиля     | Защ  | Став Лемкин                 | 2003         |
| 25 | Флаг Нидерландов | Нап  | Лукас Веннегор оф Хесселинк | 2006         |
| 27 | Флаг Норвегии    | ПЗ   | Сондре Эрьясетер            | 2003         |
| 28 | Флаг Нидерландов | Защ  | Барт ван Рой                | 2001         |
| 31 | Флаг Нидерландов | Вр   | Янник Герритсен             | 2006         |
| 32 | Флаг Бельгии     | ПЗ   | Арно Версхурен              | 1997         |
| 33 | Флаг Нидерландов | Защ  | Бьёрн Титюлар               | 2008         |
| 37 | Флаг Турции      | Нап  | Наджи Унювар                | 1998         |
| 38 | Флаг Нидерландов | Защ  | Макс Брюнс                  | 2002         |
| 39 | Флаг Нидерландов | Защ  | Матс Ротс                   | 2006         |
| 43 | Флаг Нидерландов | Защ  | Рюд Нейстад                 | 2008         |

### Тренерский штаб
| Должность        | Имя               |
| ---------------- | ----------------- |
| Главный тренер   | Йозеф Остинг      |
| Тренер-ассистент | Петер Унекен      |
| Тренер-ассистент | Джеффри де Виссер |
| Тренер-ассистент | Ивар ван Динтерен |
| Тренер вратарей  | Рейн Барт         |

## Трансферы сезона 2025/26

### Пришли
| Поз. | Игрок              | Прежний клуб    | Стоимость/статус трансфера |
| ---- | ------------------ | --------------- | -------------------------- |
| Вр   | Иссам Эль-Маш      | Рода            | Окончание аренды           |
| Защ  | Альфонс Сампстед   | Бирмингем Сити  | Окончание аренды           |
| Защ  | Матс Ротс          | Хераклес        | Окончание аренды           |
| Защ  | Став Лемкин        | Шахтёр          | 1,5 млн евро               |
| Защ  | Гильерме Пейшоту   | Бенфика (до 23) | Свободный агент            |
| Защ  | Робин Прёппер      | Рейнджерс       | 1,7 млн евро               |
| ПЗ   | Карел Эйтинг       | Спарта          | Окончание аренды           |
| ПЗ   | Томас ван ден Белт | Фейеноорд       | 1,25 млн евро              |
| ПЗ   | Кристиан Хлинссон  | Аякс            | 1,8 млн евро               |
| ПЗ   | Рамиз Зерруки      | Фейеноорд       | Арендован до 30 июня 2026  |
| ПЗ   | Сондре Эрьясетер   | Сарпсборг 08    | 6 млн евро                 |
| Нап  | Митчелл ван Берген | Спарта          | Окончание аренды           |

### Ушли
| Поз. | Игрок              | Новый/прежний клуб | Стоимость/статус трансфера |
| ---- | ------------------ | ------------------ | -------------------------- |
| Защ  | Густав Лагербильке | Селтик             | Окончание аренды           |
| Защ  | Джералд Алдерс     | Йонг Аякс          | Окончание аренды           |
| Защ  | Альфонс Сампстед   | Бирмингем Сити     | 1,4 млн евро               |
| Защ  | Юлиен Месбахи      | Эммен              | Арендован до 30 июня 2026  |
| ПЗ   | Сем Стейн          | Фейеноорд          | 10 млн евро                |
| ПЗ   | Михал Садилек      | Славия             | 3,5 млн евро               |
| ПЗ   | Харри Кюстер       | Валвейк            | Арендован до 30 июня 2026  |
| ПЗ   | Карел Эйтинг       | Омония             | 200 тыс. евро              |
| ПЗ   | Михел Влап         | Аль-Ахли (Доха)    | 2 млн евро                 |
| ПЗ   | Гейс Бесселинк     | Виллем II          | Арендован до 30 июня 2026  |
| Нап  | Юнес Таха          | Гронинген          | Арендован до 30 июня 2026  |
| Нап  | Сайфулла Лтайеф    | Спарта             | Арендован до 30 июня 2026  |
| Нап  | Митчелл ван Берген | Спарта             | 500 тыс. евро              |

## Тренеры
| - 1965—1966, Фридрих Доненфельд - 1966—1972, Кес Рейверс - 1972—1979, Шпиц Кон - 1980—1981, Хенни Холлинк - 1981—1982, Роб Грунер - 1982—1983, Шпиц Кон - 1983—1986, Фриц Корбах - 1986—1992, Тео Вонк - 1992—1994, Роб Бан - 1994—1995, Исси тен Донкелар - 1996—1999, Ганс Мэйер |  | - 1999—2001, Фред Рюттен - 2001—2002, Джон ван ’т Схип - 2002—2004, Рене Вандерейккен - 2004—2006, Рини Колен - 2006, Ян ван Ста (и. о.) - 2006—2008, Фред Рюттен - 2008—2010, Стив Макларен - 2010—2011, Мишель Прюдомм - 2011—2012, Ко Адриансе - 2012—2013, Стив Макларен - 2013, Алфред Схрёдер (и. о.) |  | - 2013—2014, Мишел Янсен - 2014—2015, Алфред Схрёдер - 2015—2017, Рене Хаке - 2017 Марино Пушич (и. о.) - 2017—2018 Гертьян Вербек - 2018—2019 Марино Пушич - 2019—2020 Гонсало Гарсия Гарсия - 2020—2023 Рон Янс - 2023—н. в. Йозеф Остинг |

## Достижения

### Национальные
- Чемпионат Нидерландов
  - Чемпион: 2009/10
  - Вице-чемпион (3): 1973/74, 2008/09, 2010/11
- Кубок Нидерландов
  - Обладатель (3): 1976/77, 2000/01, 2010/11
  - Финалист (4): 1974/75, 1978/79, 2003/04, 2008/09
- Суперкубок Нидерландов
  - Обладатель (2): 2010, 2011
- Первый дивизион Нидерландов
  - Победитель: 2018/19

### Международные
- Кубок УЕФА
  - Финалист: 1975
- Кубок Интертото
  - Обладатель (2): 1983, 2006